# Сцени пределли вівтаря Страсті Христові
Сцени пределли вівтаря Страсті Христові — цикл сцен, створених художником Маестро дель Оссерванца у 15 столітті.

## Історія

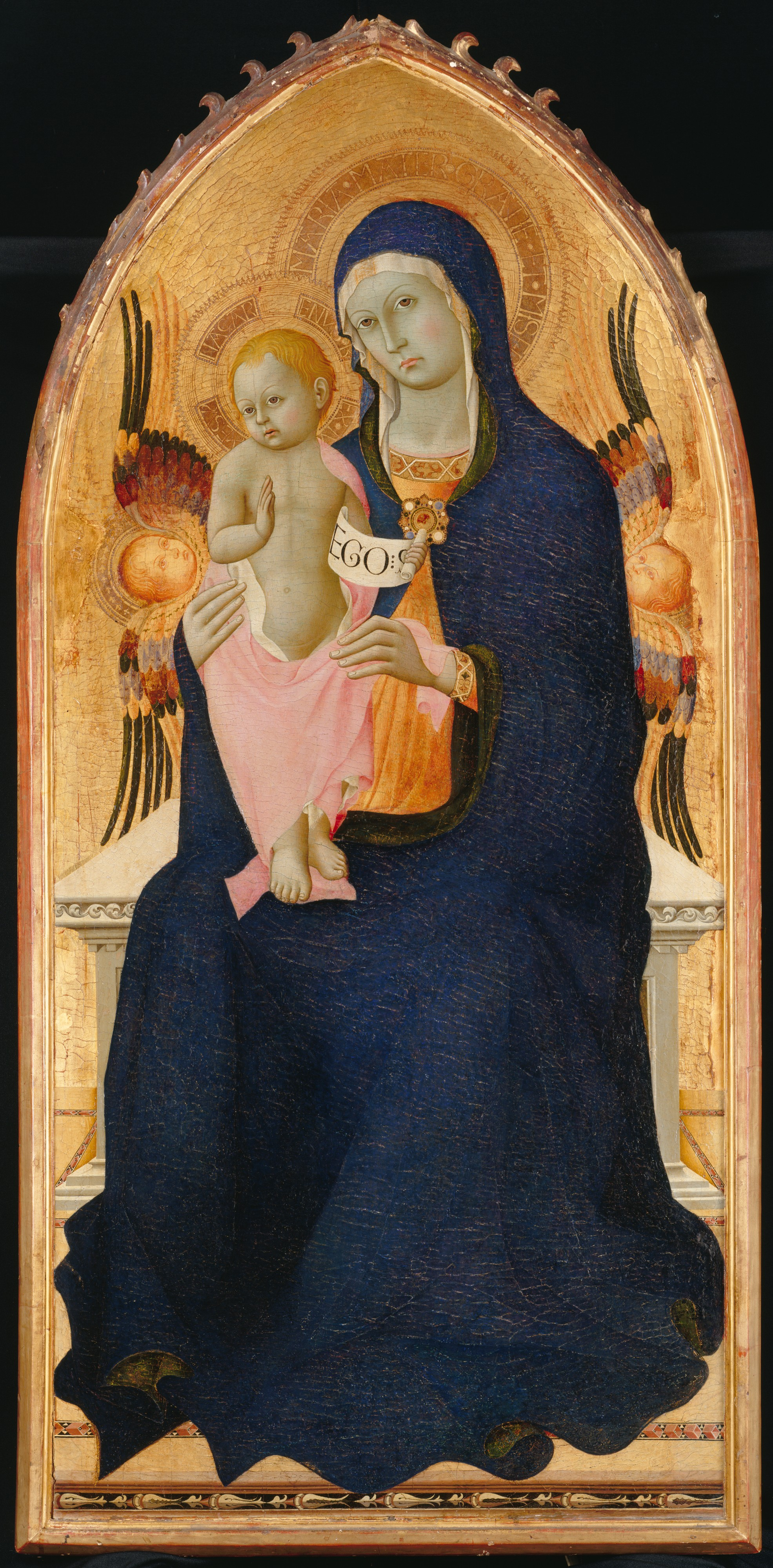
Маестро дель Оссерванца. «Мадонна з немовлям і двома Херувімами» (центральна частина колишнього вівтаря), Музей мистецтва Метрополітен.

Сієнському майстру, ім'я котрого призабули, належав триптих з монастиря Оссерванца, датований 1436 роком . Мистецтвознавець Роберто Лонгі назвав його умовним ім'ям Маестро дель Оссерванца.
Розпочались пошуки збережених творів митця доби кватроченто і спроби знайти хоч якісь рештки його біографії. Виявлених документів було обмаль. Трохи більше було здобуто фактів щодо його творів. Серед них — вівтар Страсті Христові з пределлою, де подано низку традиційних біблійних сцен. 
Пределла — найнижча частина італійського вівтаря, зазвичай не скута строгим дотриманням канону. У цю шпарину кинулась низка італійських майстрів, що отримала можливості продемонструвати власні творчі здібності. Тому сцени пределли з вільно поданими сценами часто цікавіші за сам вівтар, де дотримання канону простежувалось досить чітко.
Від колишнього вівтаря збереглися «Мадонна з немовлям і двома Херувімами», що перейшла до збірок у Музей мистецтва Метрополітен. Стулка з образом Івана Хрестителя потрапила у приватну збірку у місті Даллас.
Сцени пределли роз'єднали і, з міркувань дорожче продати — продали вроздріб ще у 19 столітті.

## Галерея сцен, що збереглися

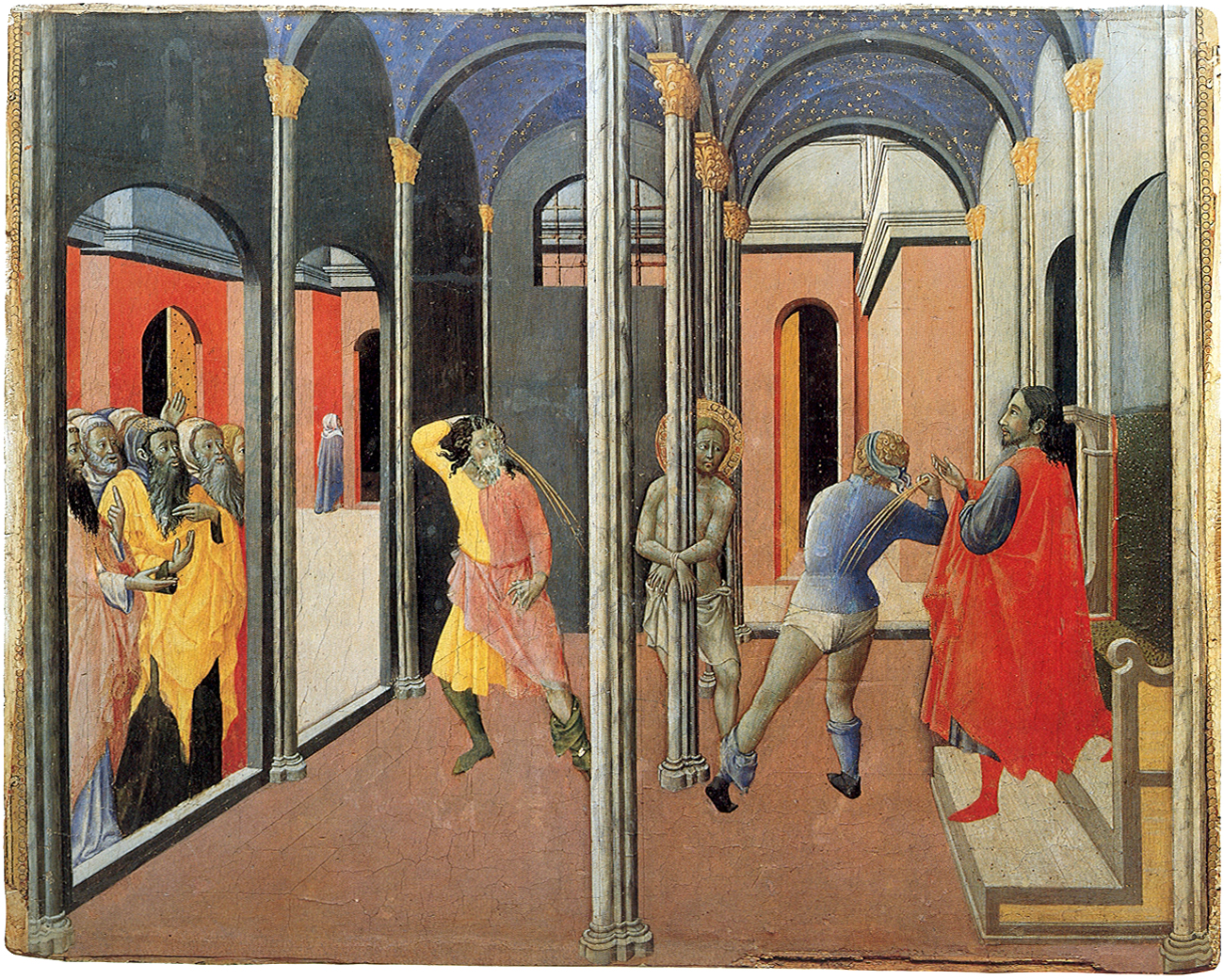
«Побиття Христа біля колони»
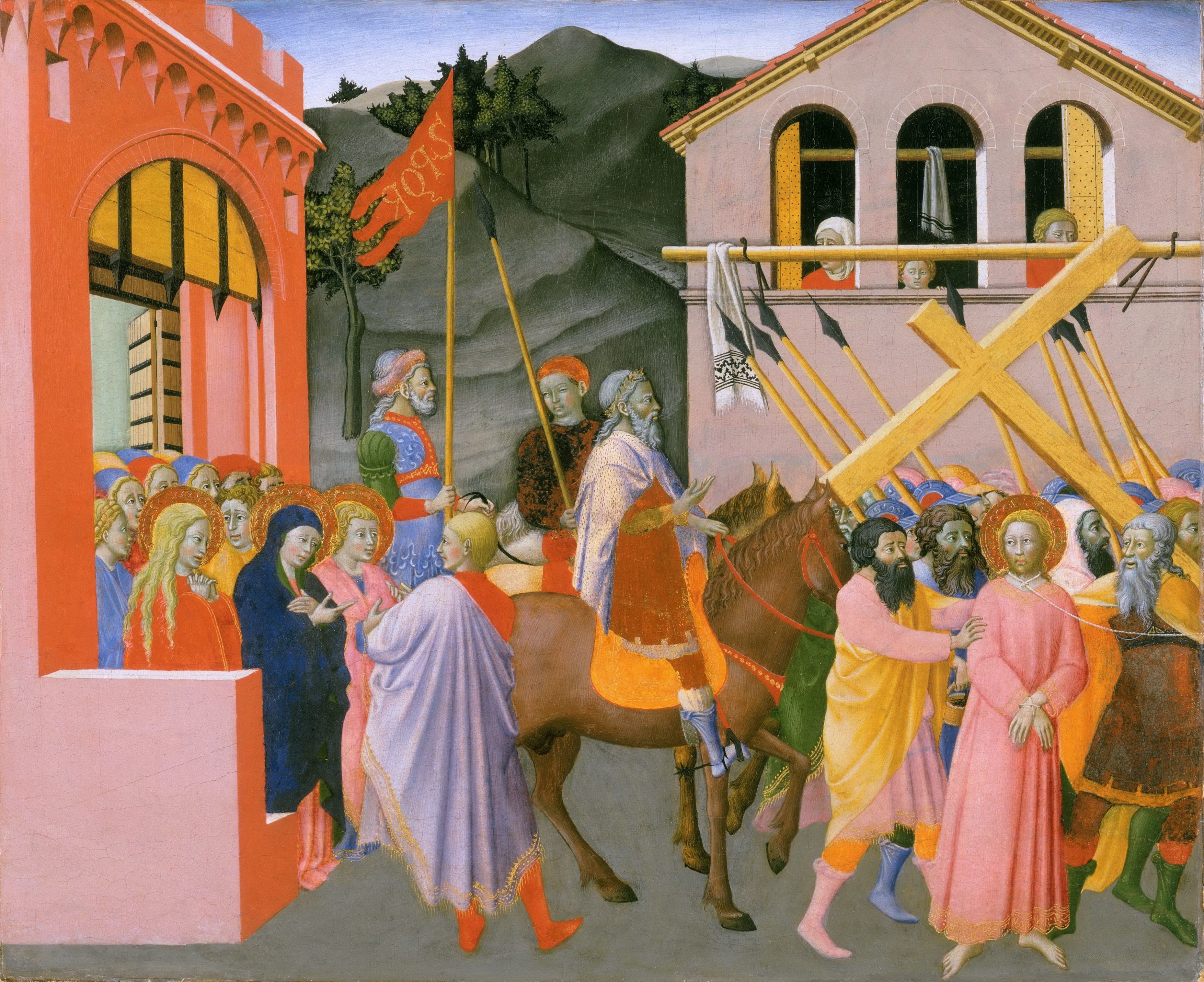
«Початок шляху на Голгофу»

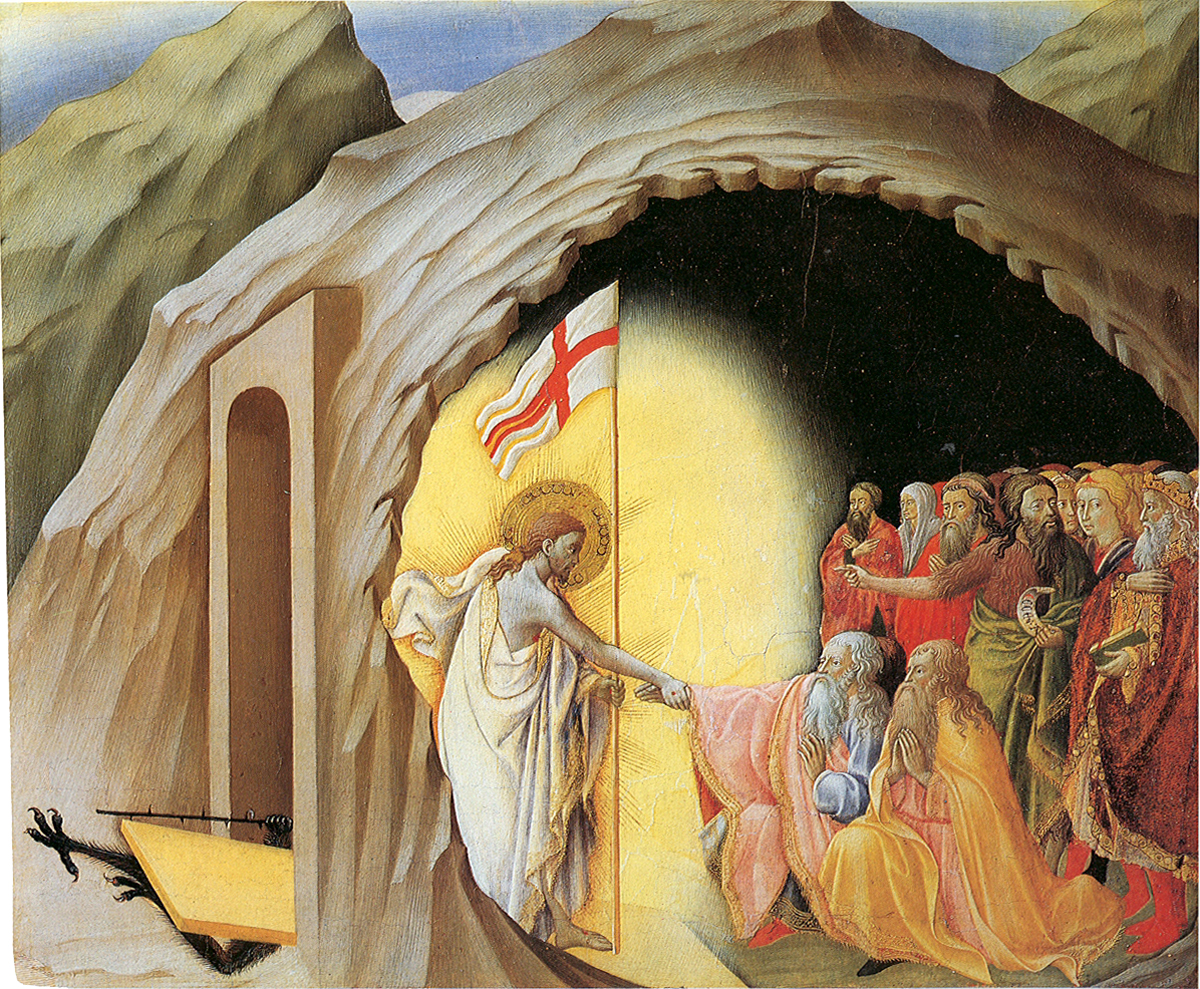
«Зшестя Христа у безодню».
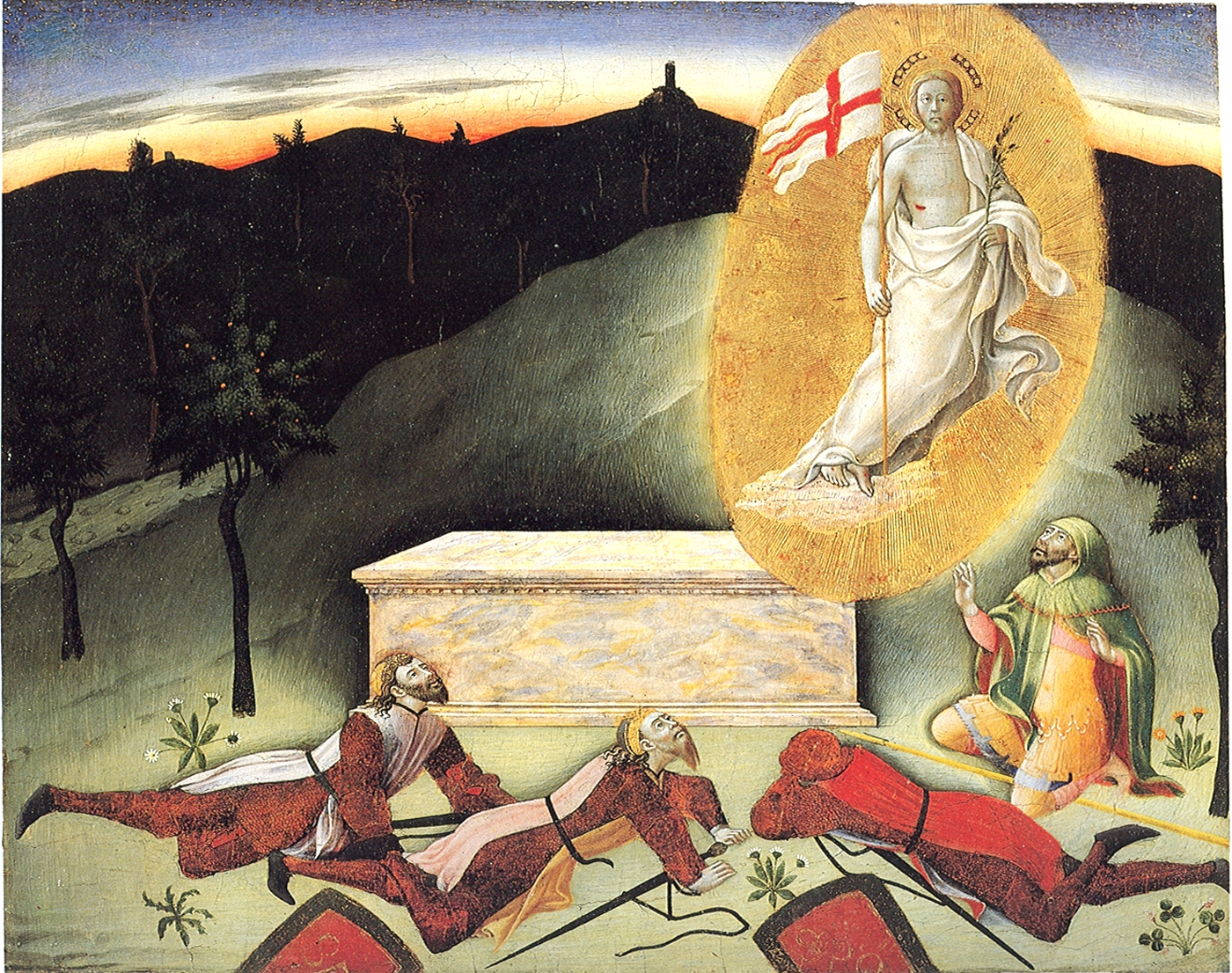
«Воскресіння»

## Доля сцен пределли
- «Побиття  Христа біля колони» потрапило у Пінакотеку Ватикана.
- «Початок шляху на Голгофу» зберігає Музей мистецтв Філадельфії
- «Зшестя Христа у безодню» — Детройт, Інститут мистецтв, США.
- Сцена Воскресіння Христа — Детройт, Інститут мистецтв, США.

## Київська Голгофа
« Голгофа» або «Розп'яття» подана на видовженій стулці. Композиція нагадує ікону, бо тло створене золотим як на іконі. На золотому тлі чітко вимальовані три хрести з закатованими. 
Але натовп у підніжжя хрестів поданий з відбитком реалістичних спостережень. Люди, військова варта  і коні подані у різноманітних позах і ракурсах, небачених у іконопису. Відчутні і емоції, що хвилюють юрбу. Персонажі жваво обговорюють подію. Темперний живопис має здатність мало змінюватись з часом і картина зберегла практично первісний колористичний лад доби кватроченто.

## Провенанс
Сцена Голгофи була у збірці Г. Строганова. Придбана Богданом та Варарою Ханеків у Римі на аукціоні розпродажу зібрання Г. Строганова 1898 року.